# Een brug "te veel" (Niftrik)

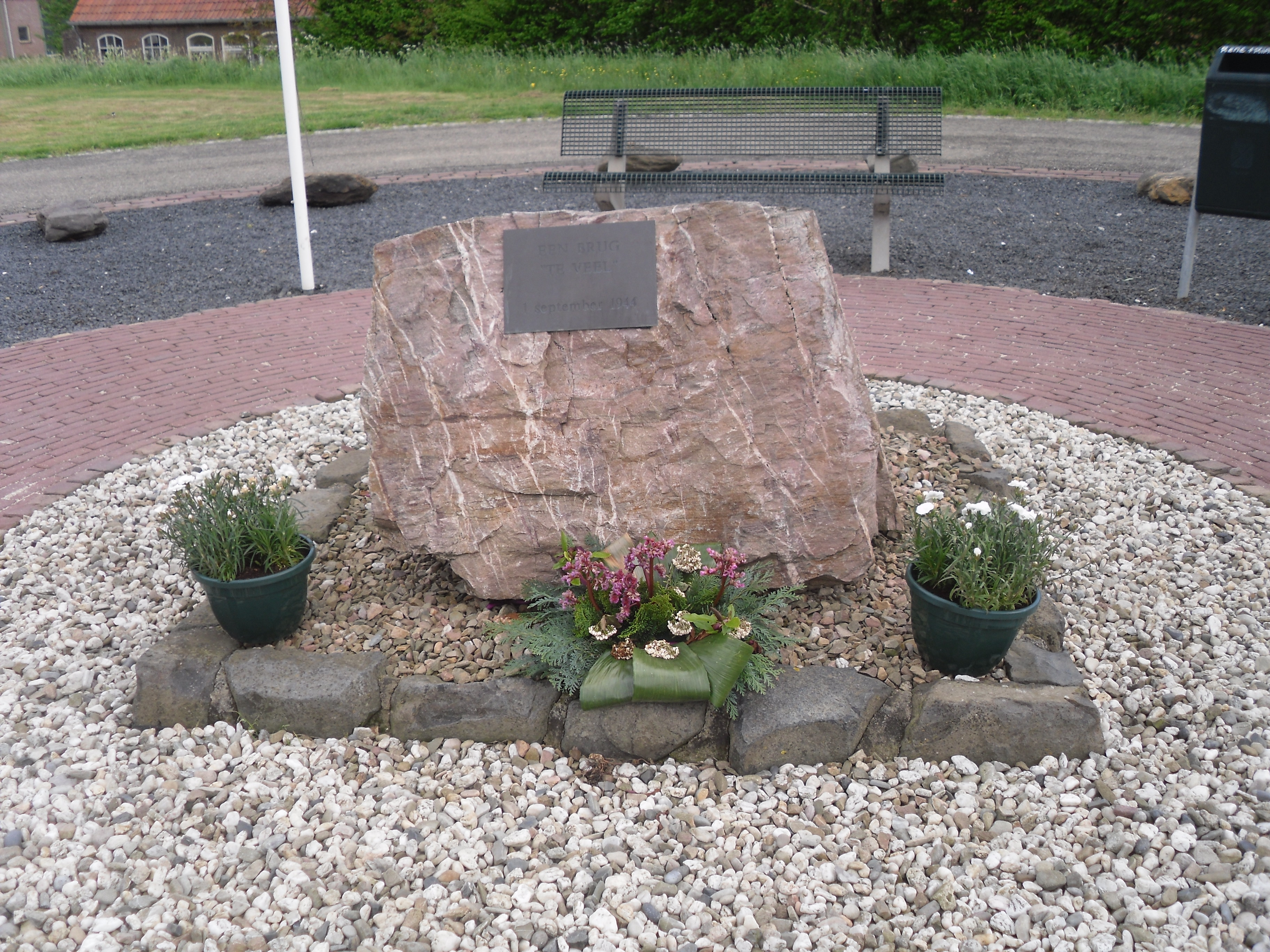
Oorlogsmonument 'Een brug "te veel"' aan de Maasbandijk

Een brug “te veel” is een oorlogsmonument aan de Maasbandijk ten noordwesten van het dorp Niftrik, gemeente Wijchen. Het is opgericht in 2003 ter herdenking aan acht Nederlanders die tijdens de Tweede Wereldoorlog door oorlogsgeweld om het leven zijn gekomen.

## Betekenis

### Oorlogsslachtoffers
Het monument herinnert aan zeven inwoners van Niftrik en een inwoonster van Nijmegen. Een van hen overleed in mei 1940 als soldaat aan het Grebbebergfront, de andere zeven kwamen in 1944 om door vliegtuigbommen van het Amerikaanse leger. De slachtoffers van het bombardement waren het viertallig gezin Reijs-Kersten en verder de zestienjarige Johannes Petrus Hoffmans, de 23-jarige Franciscus Johannes van den Heuvel en de 59-jarige Nijmeegse Johanna van Gent-de Bruijn. Laatstgenoemde was op bezoek in haar geboortedorp.
Het bombardement op 1 september 1944 was gericht op de Edithbrug, de spoorbrug over de Maas, maar de richtmiddelen waren in de Tweede Wereldoorlog primitief en in plaats van de brug werden aan weerszijden Niftrik en Ravenstein geraakt.

### Brand
Naast deze acht slachtoffers gedenkt het monument de brand van Niftrik op 10 mei 1940, de dag dat de Duitsers Nederland binnenvielen. De brand werd gesticht door het Nederlandse leger om te voorkomen dat de Duitsers de Nederlandse linies in Ravenstein konden beschieten vanaf de gebouwen die boven de dijk bij Niftrik uitstaken. Tachtig mensen raakten hun huis kwijt en een derde van het dorp ging verloren. Naast boerderijen werden ook de Sint-Damianuskerk, de pastorie en de school door het vuur getroffen.

## Ligging en vormgeving
Het gedenkteken is binnendijks gelegen ter hoogte van Maasbandijk 66, op 120 meter bezuiden de spoorlijn en op 750 meter van de A50, die de woonbebouwing van Niftrik aan de noordwestkant begrenst. Het monument bestaat uit een zwerfkei op een plateau van grind. Een gedenkplaat op de kei luidt:
EEN BRUG
“TE VEEL”
1 september 1944
Naast de kei staat een plaquette op een stalen standaard waarin de boogvorm van de brug verwerkt is. Het opschrift is:
“Tijdens het oorlogsgeweld van 1940-1945 kwamen acht mensen, waarvan zeven inwoners van Niftrik en een inwoonster uit Nijmegen, om het leven. Zeven van hen kwamen om bij het vermoedelijke vergissingsbombardement dat plaatsvond op 1 september 1944, bij de spoorbrug van Niftrik. Een sneuvelde als soldaat aan het Grebbebergfront. Daarnaast verloren op 10 mei 1940 tachtig mensen huis en haard. Dit als gevolg van het in brand steken door het Nederlandse leger van alle boven de dijk uitstekende gebouwen, waaronder de kerk. Men wilde hiermee voorkomen dat de oprukkende Duitsers vanaf die gebouwen de Nederlandse linies bij Ravenstein zouden beschieten. Bij deze tragedie ging een derde van Niftrik in vlammen op.
OPDAT WIJ NIET VERGETEN
De vrijheid vroeg een hoge tol
Gedenk daarom gewetensvol
op dit verstilde ogenblik
de mensen uit ons Niftrik
die stierven – zeven welgeteld
door wreed en zinloos krijgsgeweld
De Maas heeft nimmer weggespoeld
Het leed dat thans nog wordt gevoeld
Om het monument is een reeks kleinere stenen opgesteld. Daarnaast staat er een bankje met uitzicht op de Maas, de spoorbrug en de Noord-Brabantse oever.

## Gerelateerd
Het bombardement waar het monument naar verwijst is een van de vele oorlogsgebeurtenissen langs de Maas. Het adviesbureau Bombs Away heeft in opdracht van project Meanderende Maas onderzoek gedaan naar bombardementen, vliegtuigcrashes en oorlogsresten in dit gebied. In het onderzoek is onder meer uitgezocht wat de gevolgen waren van het bombardement bij Niftrik. Zo laat Bombs Away aan de hand van luchtfoto’s voor en na het bombardement zien hoe het landschap is vervormd.